# Чорний яструб (фільм)
Чорний яструб (англ. Raven Hawk) — американський бойовик 1996 року.

## Сюжет
Її батько і мати виступали проти будівництва промислового виробництва в індіанській резервації і були вбиті на її очах, і її ж звинуватили в цьому звірячому вбивстві, виставивши його як ритуальне. Після дванадцяти років в'язниці їй вдалося втекти — автобус, що перевозив її в табір, перекинувся і згорів. А справжній вбивця тим часом відкрив на території її племені склад радіоактивних відходів. Цю дівчину — індіанку звали Чорний Яструб. Вона оголосила війну негідникові, війну, від результату якої залежить доля її народу.

## У ролях
- Рейчел МакЛіш — Рійа Тінь Пера
- Джон Інос III — Маршалл Дел Вілкс
- Ед Лотер — шериф Даггерт
- Метт Кларк — Ед Хадсон
- Майкл Чемпіон — Гордон Мисливець
- Мітч Пілледжи — Карл Ріккер
- Мітч Райан — Вайті
- Ніколас Ґест — Ларсон
- Джон де Лансі — Стенсфілд
- Білл Берд — Гаузер
- Вірджинія Кейперс — доктор Гелен Гарріс
- Джон Флек — Ед Каплін
- Джеррі Ґарсіа — старий індіанець
- Ренді Голл — Гарфілд